# Rejestr procesora
Rejestry procesora (ang. processor registers) – komórki pamięci o niewielkich rozmiarach (najczęściej 4/8/16/32/64/128/256 bitów) umieszczone wewnątrz procesora i służące do przechowywania tymczasowych wyników obliczeń, adresów lokacji w pamięci operacyjnej itd. Większość procesorów przeprowadza działania (obliczenia) wyłącznie korzystając z wewnętrznych rejestrów, użycie do obliczeń danych zawartych w pamięci wymaga użycia rozkazu kopiowania ich do rejestrów. Podobnie wyniki obliczeń są umieszczane w rejestrach, w niektórych procesorach, tylko w jednym rejestrze zwanym akumulatorem, w innych istnieje możliwość umieszczenia wyniku w jednym z wielu rejestrów, przeniesienie wyniku do pamięci wymaga użycia dodatkowego rozkazu procesora.
Rejestry procesora stanowią najwyższy szczebel w hierarchii pamięci, będąc najszybszym rodzajem pamięci komputera. Realizowane zazwyczaj za pomocą przerzutników dwustanowych, z reguły jako tablica rejestrów (blok rejestrów, z ang. register file).
Liczba rejestrów i możliwości wykonywania na nich operacji zależy od przyjętej koncepcji budowy procesora określanej jako architektura procesora.

## Podział ze względu na zastosowanie
W architekturze procesora CISC, ze względu na zastosowanie, można wyróżnić rodzaje rejestrów:
- akumulator – rejestr, w którym jest jeden z argumentów działania i w którym umieszczany jest wynik działań,
- rejestry danych – do przechowywania danych całkowitoliczbowych, np. argumentów i wyników obliczeń,
- rejestry adresowe – do przechowywania adresów i uzyskiwania dostępu do pamięci, wśród nich wyróżnić można rejestry segmentowe,
- rejestry ogólnego zastosowania (ang. general purpose), będące połączeniem dwóch powyższych typów, czyli mogące przechowywać zarówno dane, jak i adresy,
- rejestry zmiennoprzecinkowe – do przechowywania i wykonywania obliczeń na liczbach zmiennoprzecinkowych, z reguły znajdujące się w oddzielnym bloku funkcjonalnym procesora, zwanym koprocesorem (FPU),
- rejestry stałych – przechowujące stałe, jedynie do odczytu,
- rejestry wektorowe – przechowujące dane do jednoczesnego przetwarzania wielu danych przez instrukcje typu SIMD,
- rejestry specjalne, określające stan wykonania, wśród nich wymienić można rejestr wskaźnika instrukcji, wskaźnik stosu, rejestr flag procesora,
- rejestry instrukcji – do przechowywania obecnie przetwarzanej instrukcji

### Rejestry procesorów x86
32-bitowe rejestry ogólnego przeznaczenia to:
- EAX – Accumulator (akumulator – jego pamięć wykorzystuje arytmometr; używa się go do przechowywania wyników wielu operacji)
- EBX – Base Register (rejestr bazowy – służy do adresowania)
- ECX – Counter Register (rejestr licznikowy – służy jako licznik w pętli)
- EDX – Data Register (rejestr danych – umożliwia przekaz/odbiór danych z portów wejścia/wyjścia)
- ESP – Stack Pointer (przechowuje wskaźnik wierzchołka stosu)
- EBP – Base Pointer (rejestr bazowy – służy do adresowania)
- ESI – Source Index (rejestr źródłowy – trzyma źródło łańcucha danych)
- EDI – Destination Index (rejestr przeznaczenia – przetrzymuje informacje o miejscu docelowym łańcucha danych)

Możliwy jest też dostęp do ich 16-bitowych mniej znaczących części – AX, BX, CX, DX, SP, BP, SI, DI, a w przypadku czterech pierwszych także do młodszego (Low) i starszego bajta (High) – odpowiednio AL, AH, BL, BH, CL, CH, DL, DH.
W procesorach 64-bitowych do rejestrów o długości 64 bitów odwołuje się poprzez nazwę z przedrostkiem R zamiast E – np. RAX, RBX.
Są też dostępne rejestry segmentów, określające położenie segmentów pamięci w przestrzeni adresowej (gdy procesor pracuje w trybie rzeczywistym lub wirtualnym) lub deskryptory segmentów (w trybie chronionym):
- CS – Code Segment (segment kodu);
- DS – Data Segment (segment danych);
- ES – Extra Segment (dodatkowy segment danych);
- SS – Stack Segment (segment stosu);
- FS – dodatkowy rejestr segmentu;
- GS – dodatkowy rejestr segmentu.

Ponadto istnieją:
- EFLAGS – rejestr flag procesora, składający się z pojedynczych bitów określających stan procesora;
- EIP – wskaźnik adresowy na aktualnie wykonywaną instrukcję. Za jego pomocą procesor realizuje m.in. skoki, pętle, przejścia do podprogramów;
- rejestry koprocesora arytmetycznego:
  - osiem rejestrów stosu koprocesora, oznaczanych w zależności od kompilatora jako ST0... ST7, 0... 7 lub ST(0)... ST(7);
  - rejestr stanu koprocesora;
  - rejestr stanu stosu koprocesora;
  - rejestr sterujący koprocesora;
- rejestry kontrolne procesora CRn (n – numer rejestru);
- rejestry debugera DRn (n – numer rejestru);
- rejestry MMX (rozszerzenie) – 8 rejestrów 64-bitowych nazywanych mm0 ... mm7 (zamapowane na rejestry FPU);
- rejestry SSE (rozszerzenie):
  - 8 rejestrów 128-bitowych nazywanych xmm0 ... xmm7; w trybie 64-bitowym dostępne jest 8 kolejnych rejestrów 128-bitowych xmm8 ... xmm15;
  - rejestr kontrolno-sterujący mxcsr.

## Liczba rejestrów
Poniższa tabela przedstawia liczbę ogólnych i zmiennoprzecinkowych rejestrów w niektórych architekturach procesorów.
| Architektura procesora | Liczba rejestrów      | Liczba rejestrów     |
| Architektura procesora | ogólnego zastosowania | zmiennoprzecinkowych |
| ---------------------- | --------------------- | -------------------- |
| x86                    | 8                     | 8                    |
| x86-64                 | 16                    | 16                   |
| IA-64                  | 128                   | 128                  |
| SPARC                  | 32                    | 32                   |
| IBM POWER              | 32                    | 32                   |
| PA-RISC                | 32                    | 32                   |
| DEC Alpha              | 32                    | 32                   |
| 6502                   | 3                     | 0                    |
| PIC                    | 1                     | 0                    |
| ARM                    | 16                    | 32                   |